# Saint-Mard-lès-Rouffy
Saint-Mard-lès-Rouffy település Franciaországban, Marne megyében. Lakosainak száma 152 fő (2022. január 1.). Saint-Mard-lès-Rouffy Les Istres-et-Bury, Flavigny, Pocancy, Rouffy és Vouzy községekkel határos.

## Népesség
A település népessége az elmúlt években az alábbi módon változott:
| Lakosok száma | 98   | 95   | 86   | 149  | 166  | 165  | 163  | 161  | 159  | 152  |
|               | 1968 | 1982 | 1990 | 2006 | 2013 | 2015 | 2017 | 2019 | 2020 | 2022 |